# Charaktervarietät
In der Mathematik sind Charaktervarietäten ein wichtiges Hilfsmittel in Gruppentheorie, Topologie und Geometrie.

## Definition
Es sei {\displaystyle \Gamma } eine endlich erzeugte Gruppe, {\displaystyle G} eine Lie-Gruppe und
{\displaystyle Hom(\Gamma ,G)}
die Darstellungsvarietät. Die Gruppe {\displaystyle G} wirkt auf {\displaystyle Hom(\Gamma ,G)} durch Konjugation, d. h. für {\displaystyle g\in G,\rho \in Hom(\Gamma ,G)} und {\displaystyle \gamma \in \Gamma } ist
{\displaystyle g.\rho (\gamma ):=g\rho (\gamma )g^{-1}}.
Der Quotientenraum {\displaystyle Hom(\Gamma ,G)/G} ist im Allgemeinen keine algebraische Menge. Man benutzt deshalb Geometrische Invariantentheorie und betrachtet den GIT-Quotienten
{\displaystyle X(\Gamma ,G):=Hom(\Gamma ,G)//G}.
Sein Koordinatenring ist per Definition des GIT-Quotienten isomorph zu
{\displaystyle \mathbb {C} \left[Hom(\Gamma ,G)\right]^{G}\subset \mathbb {C} \left[Hom(\Gamma ,G)\right]},
dem Unterring der unter Konjugation mit Elementen {\displaystyle G} invarianten Funktionen aus dem Koordinatenring {\displaystyle \mathbb {C} \left[Hom(\Gamma ,G)\right]}.

## Koordinatenring
Wenn {\displaystyle G} eine reduktive Gruppe ist, dann ist der Koordinatenring {\displaystyle \mathbb {C} \left[Hom(\Gamma ,G)\right]^{G}} endlich erzeugt (Satz von Nagata), der GIT-Quotient {\displaystyle X(\Gamma ,G)} also eine (nicht notwendig irreduzible) algebraische Varietät.
Für {\displaystyle G=SL(n,\mathbb {C} )} wird der Koordinatenring
{\displaystyle \mathbb {C} \left[Hom(\Gamma ,SL(n,\mathbb {C} ))\right]^{SL(n,\mathbb {C} )}}
von den Spurfunktionen
{\displaystyle I_{\rho }\colon \rho \to Spur(\rho (\gamma )}
für {\displaystyle \gamma \in \Gamma } erzeugt, die Punkte der Charaktervarietät entsprechen also den Charakteren von {\displaystyle \Gamma }, was auch die Namensgebung erklärt.

## Explizite Beschreibung
Man bezeichne mit
{\displaystyle Hom(\Gamma ,G)^{*}\subset Hom(\Gamma ,G)}
die Vereinigung aller abgeschlossenen Orbiten der {\displaystyle G}-Wirkung. Dies ist eine abgeschlossene Teilmenge und der Quotientenraum
{\displaystyle X(\Gamma ,G):=Hom(\Gamma ,G)^{*}/G}
ist ein Hausdorff-Raum. Er wird als Charaktervarietät bezeichnet, obwohl er im Allgemeinen keine algebraische Varietät sein muss. Im Fall komplexer reduktiver Gruppen stimmt diese Definition mit der obigen Definition als GIT-Quotient überein.
Für {\displaystyle G=SL(n,\mathbb {C} )} ist ein Orbit der {\displaystyle G}-Wirkung genau dann abgeschlossen, wenn die entsprechenden Darstellungen halbeinfach sind. Bekanntlich sind halbeinfache Darstellungen genau dann konjugiert, wenn sie identische Charaktere haben.

## Grundlegende Eigenschaften
- Wenn {\displaystyle G} kompakt ist, dann ist {\displaystyle Hom^{*}(\Gamma ,G)=Hom(\Gamma ,G)} und {\displaystyle X(\Gamma ,G)=Hom(\Gamma ,G)/G}.
- Wenn {\displaystyle G} eine reelle algebraische Gruppe ist, dann ist {\displaystyle X(\Gamma ,G)} eine semialgebraische Menge.
- Wenn {\displaystyle G} eine komplexe reduktive Gruppe ist, dann ist {\displaystyle X(\Gamma ,G)} eine (nicht notwendig irreduzible) algebraische Varietät.

## Beispiele
- Für die Gruppe der ganzen Zahlen {\displaystyle \mathbb {Z} } ist {\displaystyle X(\mathbb {Z} ,SU_{2})\cong \left[-2,2\right]} keine Varietät.
- Satz von Fricke-Vogt: Für die freie Gruppe {\displaystyle F_{2}} mit zwei Erzeugern {\displaystyle X,Y} ist

{\displaystyle X(F_{2},SL_{2}\mathbb {C} )\cong \mathbb {C} ^{3}}
parametrisiert durch die Spuren {\displaystyle Tr(\rho (X)),Tr(\rho (Y)),Tr(\rho (XY))}.
- {\displaystyle X(\mathbb {Z} ,SL_{3}\mathbb {C} )} ist isomorph zu {\displaystyle \mathbb {C} ^{2}}, der Isomorphismus bildet die Äquivalenzklasse einer Darstellung {\displaystyle \rho } auf {\displaystyle (Tr(\rho (1)),Tr(\rho (1)^{-1})\in \mathbb {C} ^{2}} ab.
- {\displaystyle X(F_{2},SL_{3}\mathbb {C} )} ist eine verzweigte 2-fache Überlegerung von {\displaystyle \mathbb {C} ^{8}}, sie wird von den Spuren {\displaystyle Tr(\rho (X^{\pm 1})),Tr(\rho (Y^{\pm 1})),Tr(\rho (X^{\pm 1}Y^{\pm 1}))} und {\displaystyle Tr(\rho (\left[X,Y\right]))} parametrisiert, wobei {\displaystyle Tr(\rho (\left[X,Y\right]))} mit den acht anderen Parametern durch ein quadratisches Polynom zusammenhängt.[3]
- Für die Knotengruppe {\displaystyle \Gamma } eines hyperbolischen Knotens ist die den Charakter der hyperbolischen Monodromie enthaltende Komponente von {\displaystyle X(\Gamma ,SL_{2}\mathbb {C} )} eine komplexe Kurve, d. h. komplex 1-dimensional.
- Für die Knotengruppe des Acherknotens besteht {\displaystyle X(\Gamma ,SL_{2}\mathbb {C} )} aus zwei Komponenten: die eine enthält die hyperbolische Monodromie, die andere besteht nur aus reduziblen Darstellungen.